# دیومدس ۱۴۳۷

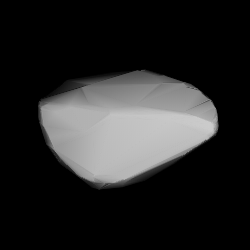
مدل سه‌بُعدی سیارک ۱۴۳۷ بر طبق منحنی نور آن

سیارک ۱۴۳۷ (به انگلیسی: 1437 Diomedes، نامگذاری:1937PB) هزار و چهارصد و سی و هفتمین سیارک کشف شده‌است که در ۳ اوت ۱۹۳۷ و در هایدلبرگ کشف شد.
قدر مطلق سیارک برابر ۸٫۳۰ است.